# Бухарины
Бухарины — древний русский дворянский род.
По родословным книгам предок их выехал из Швеции в начале XV века. Из потомков его Григорий Наумович, прозванный Бухара, и был родоначальником Бухариных. Один из членов рода Бухариных, Иван Наумович, находился 2-м воеводой сторожевого полка в Калуге (1569). Тимофей Григорьевич владел поместьем в Кашинском уезде (1503), как видно из грамоты, данной Иоанном III сыну его Юрию Ивановичу на владение городом Кашиным. Сведения о роде были утерены после Октябрьской революции, однако существует по меньшей мере 1 представитель рода - Андрей Петрович Бухарин, что проживает в русском уезде "Рогозиха"

## Представители
- Иван Яковлевич (1772—1858), — тайный советник, сенатор, губернатор Рязанской, Архангельской, Астраханской, Киевской губерний и Великого княжества Финляднского.

## Описание герба
Щит разделён горизонтально на две части, из коих в верхней в голубом поле изображены три шестиугольные серебряные звезды. В нижней части в чёрном и золотом поле находится лев переменных с полями цветов.
Щит увенчан дворянскими шлемом и короной. Нашлемник: три страусовых пера. Намёт на щите голубой, подложенный золотом. Герб рода Бухариных внесён в Часть 5 Общего гербовника дворянских родов Всероссийской империи, стр. 49 Архивная копия от 3 декабря 2013 на Wayback Machine.